# Виная-питака
«Виная-питака», или «Виная-Питакам» (пали Vinaya Piṭaka, «корзина дисциплины»; «корзина дисциплинарных правил»), — буддийское писание на языке пали (пракрите), один из важнейших памятников буддийской священной литературы. Первая из трёх частей Трипитаки. В основе текстов Винаи-питаки лежат правила и нормы (виная) для монахов и монахинь, сложившиеся уже до III века до н. э.
В комплексе Куто-до Виная-питака занимает 111 из 729 мраморных плит, встроенных в отдельные миниатюрные храмы, все вместе образующие хранилище палийского канона для буддистов мира.

## Содержание
Палийская версия Патимоккхи, кодекса поведения для буддийских монастырей, содержит 227 правил для монахов и 311 главных правил для бхикшуни. Сутта-вибханга как часть Виная-питаки содержит комментарии на эти правила, давая детальное объяснение их вместе с изначальными историями самих норм. Кхандхака/Скандхака или Васту регулирует детали монашеской жизни на основе многочисленных дополнительных правил. Паривара либо является краткой сводкой материала, касающегося первых двух разделов, либо содержит данные по истории буддизма, например, частичную биографию Будды.

## Происхождение
Каждая школа по традиции заявляет, что её собственная версия была составлена на первом буддийском соборе сразу после смерти Будды. Из-за схожести версий различных школ многие учёные относят создание Виная-питаки к раннему периоду, то есть до разделения школ.

## Связь с Канонами других школ буддизма
Полностью сохранились шесть версий Виная-питаки, из которых три все ещё используются.
- Палийская версия школы тхеравада, включённая в Палийский канон.
  - Сутта-вибханга: комментарий по патимоккхе.
    - Маха-вибханга, касается монахов
    - Бхиккхуни-вибханга, касается монахинь

  - Кхандхака: 22 раздела по различным темам
  - Паривара: рассматривает правила с различных точек зрения.

- Тибетский перевод версии школы муласарвастивада; эта версия используется в тибетской традиции.
  - Виная-васту: 16 скандхак (кхандхак) и начало 17-й
  - Пратимокша-сутра для монахов
  - Виная-вибханга для монахов
  - Пратимокша-сутра для монахинь
  - Виная-вибханга для монахинь
  - Винаякшудрака-васту: окончание 17-й и остальные скандхаки
  - Винайоттарагрантха: приложения, включающие Упалипариприччху, соответствующие разделу Паривары.

- Китайский перевод версии дхармагуптака. Эта версия используется в китайской традиции, её производные — в Корее, Вьетнаме и школой Риссю в Японии.
  - Бхикшу-вибханга для монахов
  - Бхикшуни-вибханга для монахинь
  - Скандхака
  - Самьюкта-варга
  - Винаяйкоттара, соответствующая разделу Паривары.

- Перевод версии школы сарвастивада
  - Бхикшу-вибханга
  - Скандхака
  - Бхикшуни-вибханга
  - Экоттара-дхарма, сходна с Винаяйкоттарой
  - Упалипариприччха
  - Убхаятовиная
  - Самьюкта
  - Параджика-дхарма
  - Сангхавасеша
  - Кусаладхьяя

- Перевод версии школы махишасака
  - Бхикшу-вибханга
  - Бхикшуни-вибханга
  - Скандхака

- Перевод версии школы махасангхика
  - Бхикшу-вибханга
  - Бхикшуни-вибханга
  - Скандхака